# Austrosynapha proseni
Austrosynapha proseni är en tvåvingeart som beskrevs av Duret 1973. Austrosynapha proseni ingår i släktet Austrosynapha och familjen svampmyggor. Inga underarter finns listade i Catalogue of Life.